# پیشین (فلسفه)

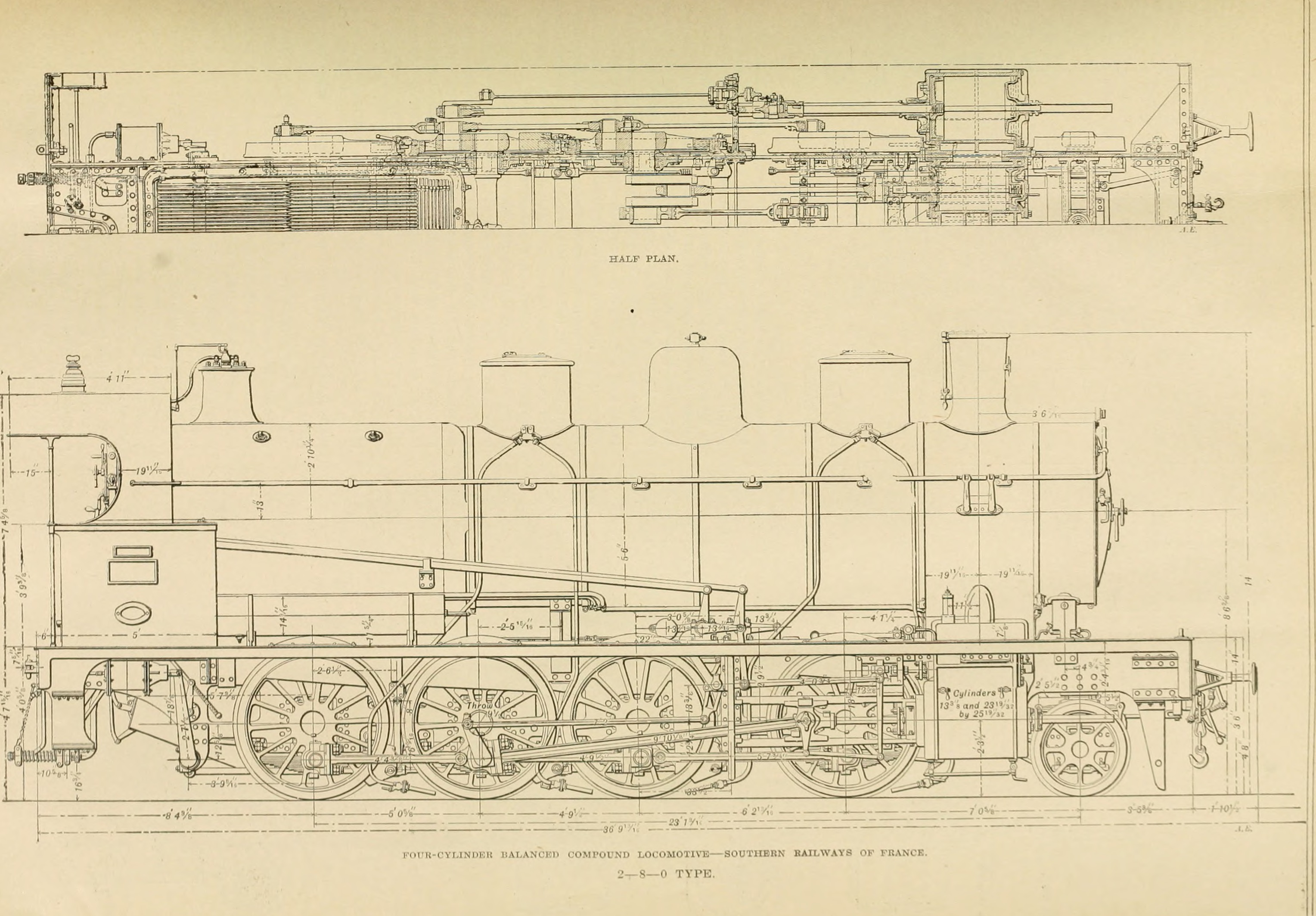
نمونه‌ای از کارکرد اصطلاح پیشین در معرفت‌شناسی؛ کدام یک از روش‌های مختلف موجود، اقتصادی‌ترین عملکرد بخار مصرفی را ارائه می‌کنند؟ پاسخ‌دادن به این سوال قبل از اطلاعات کامل، بسیار پیچیده است، زیرا باید قضاوت‌های تحلیلی پیشینی درنظر گرفته‌شوند.

اصطلاح پیشین (لاتین: a/ab 'از …' و لاتین: prior "جلو، زودتر، اول [از دو]، زیر"؛ درست لاتین در واقع "یک priore") در فلسفه مدرسی به عنوان ترجمه‌ای از تمایز ارسطوایی بین "proteron" و "hysteron" (شرط و مشروط) استفاده می‌شد. این عبارت درقرن شانزدهم میلادی به‌عنوان نحو وارد زبان فنی آلمانی شد.
در فلسفه جدیدتر، این اصطلاح به ویژگی معرفت شناختی بر قضاوتها اشاره می‌کند: قضاوتهای پیشینی را می‌توان بدون مبنای تجربی (تجربه گرایی) انجام داد؛ آنها یا شرایط لازم برای تجربه را تشکیل می‌دهند یا از آن ناشی می‌شوند. در مقابل آن قضاوت‌های پسینی قرار می‌گیرند. به‌طور کلی، تمام قضاوت‌های تحلیلی پیشینی در نظر گرفته می‌شوند. از اواسط قرن هفده میلادی ویا نهایتاً از زمان امانوئل کانت از اصطلاح پیشینی و پسینی در معنی قضاوت تیوری استفاده می‌شود.